# Mikoyan-Gurevich MiG-1
O Mikoyan Gurevich MiG-1 foi um caça da União Soviética da Segunda Guerra Mundial. Ele foi o primeiro MiG da história e serviu de base para o MiG-3.